# Mary Jo Catlett
Mary Jo Catlett (nacida el 2 de septiembre de 1938) es una actriz estadounidense. Ella es un miembro principal del elenco de la serie animada Bob Esponja, proporcionando la voz de la Sra. Puff. También es conocida por originar el papel de Ernestina en la producción de Broadway de 1964 de Hello, Dolly! y por interpretar a Pearl Gallagher, la tercera ama de llaves en Diff'rent Strokes.
Catlett nació en Denver, Colorado, donde actuó en una variedad de obras de teatro y finalmente dirigió una compañía de Pirates of Penzance. A lo largo de las décadas de 1960 y 1970, actuó en musicales Off-Broadway y  Broadway, a menudo interpretando papeles divertidos y alegres. Desde finales de la década de 1960, Catlett ha aparecido en programas de televisión como   M * A * S * H ,  The Dukes of Hazzard  y  Hospital General . Catlett recibió los premios del Círculo de Críticos de Drama de Los Ángeles en 1978 y 1980, una nominación a Mejor Actriz Destacada en un Musical en los Ovation Awards en 1995, y un Daytime Nominación al premio Emmy en 1990.
En 1998, Catlett se unió al elenco principal de la próxima caricatura "Bob Esponja" como la voz de la Sra. Puff, la maestra de personaje principal. La Sra. Puff se ha convertido en su papel más conocido y de más larga duración. El creador de la serie Stephen Hillenburg había visto actuar a Catlett en el escenario y la buscó él mismo para el papel. Ella rápidamente aceptó y desde entonces ha dado voz a la Sra. Puff en cada temporada de la caricatura, además de todas las  películas de teatro de Bob Esponja y videojuegos. En 2001, recibió una nominación al Annie Award por su trabajo de doblaje como Sra. Puff.

## Primeros años
Catlett nació en Denver, Colorado, la hija de Cornelia M. (de soltera, Callaghan) y Robert J. Catlett. Tiene una hermana, Patricia Marie, que es monja de la Orden Dominicana. Catlett es católica.

## Carrera
En 1974, Catlett originó el papel de la Sra. Tiffany en "Moda: o Vida en Nueva York". Su actuación fue bien recibida; The New York Times. El crítico de teatro Clive Barnes llamó a Catlett y a su coprotagonista Henrietta Valor "excepcionales... ambas delicias particulares", y Jerry Tallmer del New York Post dijo que el reparto de la obra fue "excelente, con elogios particulares de este trimestre para Mary Jo Catlett". Catlett volvería a interpretar su papel en el renacimiento de 1994 de "Moda".
Catlett se describió a sí misma como una actriz de personajes. En una entrevista de 1988 con el "Orlando Sentinel", dijo: "Ha sido una ventaja ser una actriz de personajes. Hay muchos de ellos, pero muchos menos que las ingenuas y las protagonistas principales, que tal vez eventualmente me convertí en actrices de personajes. Pero siempre fui una actriz de personajes. Siempre fui redonda y divertida."
En 1976 y 1980, Catlett recibió los premios del Círculo de Críticos de Drama de Los Ángeles por sus papeles en "Come Back, Little Sheba" y "Philadelphia, Here I Come!", respectivamente. En 1995, el papel de Catlett como Madame de la Grande Bouche en Beauty and the Beast le valió una nominación a Mejor Actriz Destacada en un Musical en los Ovation Awards. Catlett se convirtió en miembro principal del reparto en Diff 'rent Strokes en su quinta temporada, interpretando a la tercera ama de llaves, Pearl Gallagher. También interpretó personajes en General Hospital  (por la que fue nominada para un Daytime Emmy Award) y en varios episodios de la comedia de televisión  M * A * S * H.
En 1987, Catlett dirigió una producción de Nunsense de Dan Goggin después de reunirse con Goggin y discutir el personaje de la hermana Mary Regina. en el Mark Two Dinner Theatre en Orlando, Florida. Catlett decidió interpretar también a la hermana Mary, asumiendo un doble papel como directora e intérprete. Se inspiró parcialmente para dirigir el programa después de presenciar el trato injusto de los directores hacia sus compañeros de reparto en producciones anteriores. Ella dijo: "He trabajado con muchos directores que eran tiránicos. Tienes miedo de hacer cualquier cosa porque él grita: '¡No hagas eso!' Te vuelve loco... como director, creo que puede haber democracia. 

### Bob Esponja
En 1998, Catlett fue elegida como la voz de Sra. Puff, uno de los personajes principales de la próxima serie animada de Nickelodeon Bob Esponja. Ella es una de las nueve miembros principales del elenco y ha actuado en todas las temporadas, así como en todas las películas, obras teatrales de Bob Esponja y  videojuegos. Sra. Puff se ha convertido en su papel más conocido y de más larga duración. Stephen Hillenburg, el creador de la caricatura, buscó específicamente a Catlett para que le diera voz a la Sra. Puff. La había visto actuar en el escenario y tenía una fuerte visión de la Sra. Puff como personaje. Catlett rápidamente aceptó y asistió a las primeras sesiones de práctica con el resto del elenco de voces. Su primera grabación oficial como Mrs. Puff tuvo lugar el 24 de agosto de 1998; grabó un diálogo con Tom Kenny como Bob Esponja y Bill Fagerbakke como Patricio Estrella en un solo stand en Nickelodeon Animation Studio para el episodio "Boating School".
En 2001, Catlett fue nominada para un Premio Annie por su trabajo de doblaje como la Sra. Puff, ubicándose en la categoría "Mejor interpretación de voz de una intérprete femenina en una producción animada". Kenny también fue nominado en la misma ceremonia, lo que convirtió a Catlett y Kenny en los primeros dos miembros del elenco de "Bob Esponja" en ser nominados para un premio.
A partir de 2017, interpretar a Mrs. Puff es el único papel televisivo habitual de Catlett; Catlett se describió a sí misma como "básicamente retirada" en 2013, ya que es buena amiga de los otros miembros del elenco de "Bob Esponja", lo que hace que la cabina de grabación de "Bob Esponja" sea un entorno fácil que requiere menos preparación que las actuaciones en persona. Nancy Basille de The About Group señaló en 2016 que los "tonos bajos y ricos de Catlett como maestra, la Sra. Puff, recuerdan otros roles que ha tenido", citando a "Diff 'rent Strokes' y M * A * S * H  como programas en los que había usado una voz similar.